# Walter Block
Walter Edward Block (n. 21 august 1941, New York City, New York, SUA) este un economist și anarho-capitalist american. În prezent, este profesor de economie la Școala de Business în cadrul Universitatea Loyola din New Orleans⁠(d) și membru senior al think-tank-ului Institutul Ludwig von Mises din Auburn, Alabama⁠(d). A ajuns cunoscut datorită lucrării sale Pledoarii incomode⁠(d) (1976) în care apără activități ilegale și scandaloase precum prostituția, proxenetismul, consumul de droguri sau specula, fiind considerate de Block fapte voluntare, care nu produc victime.

## Biografie
Walter Block s-a născut în Brooklyn, New York, fiul unor părinți evrei liberali - Abraham Block, un contabil autorizat și, Ruth Block, asistentă juridică A urmat James Madison, unde Bernie Sanders era membru în echipa sa de atletism. Acesta a devenit Doctor (PhD) în economie la Universitatea Columbia cu o teză despre reglementarea chiriilor în Statele Unite, sub coordonarea profesorului Gary Becker. Block se consideră un „ateu fidel”.
Block a declarat într-un interviu: „în anii '50 și '60 eram doar un alt comunist care trăia în Brooklyn”. Acesta a devenit libertarian după ce a participat la o prelegere susținută de Ayn Rand în timpul studenției. Ulterior, Block a luat masa alături de Rand, Nathaniel Branden⁠(d) și Leonard Peikoff⁠(d), unde Branden i-a sugerat să citească Revolta lui Atlas de Rand și Economia într-o singură lecție⁠(d) de Henry Hazlitt. Convertirea sa la libertarianism s-a materializat după ce l-a întâlnit pe anarho-capitalistul Murray Rothbard. Deși Block este anarho-capitalist și, spre deosebire de obiectiviștii lui Ayn Rand, se împotrivește ideii de guven limitat sau minimal, acesta a rămas „un mare admirator” al lui Rand și consideră că lucrarea Revolta lui Atlas este „cel mai bun roman scris vreodată”.

### Cariera
Walter Block a obținut o licență în filozofie la Brooklyn College⁠(d) în 1964 și un doctorat în economie de la Universitatea Columbia în 1972. A predat la Universitatea din Central Arkansas⁠(d), Holy Cross College⁠(d), Baruch College⁠(d) și la Universitatea Rutgers. În prezent, deține funcția Harold E. Wirth Eminent Scholar Endowed Chair în economie la Butt College of Business, Universitatea Loyola din New Orleans.
Din 1979 până în 1991, Block a fost economist senior la Institutul Fraser⁠(d). În prezent, este membru senior la think-tank-ul Institutul Ludwig von Mises, care a publicat diverse texte redactate de acesta începând din 2000.
Începând din 1971, lucrările sale au fost publicate în Journal of Libertarian Studies, Quarterly Journal of Austrian Economics⁠(d), Review of Austrian Economics⁠(d), American Journal of Economics and Sociology⁠(d), Journal of Labor Economics⁠(d) și Public Choice; de asemenea, articolele sale apar în Psychology Today⁠(d).

## Pledoarii incomode
Walter Block a scris peste douăzeci de cărți de-a lungul carierei sale. A ajuns cunoscut datorită lucrării Pledoarii incomode din 1976, tradusă în zece limbi.

## Lucrări
- Defending the Undefendable (1976). ISBN 0930073053
  - Pledoarii imposibile. În apărarea prostituatelor, a spărgătorilor de grevă, a cămătarilor, a patronilor și a altor stigmatizați. Editura Nemira. 1998
  - Pledoarii incomode. Editura Institutului Ludwig von Mises România. 2022
- A Response to the Framework Document for Amending the Combines Investigation Act (1982)
- Focus on Economics and the Canadian Bishops (1983)
- Focus on Employment Equity: A Critique of the Abella Royal Commission on Equality in Employment (with Michael A. Walker; 1985)
- The U.S. Bishops and Their Critics: An Economic and Ethical Perspective (1986). ISBN 978-0889750852. OCLC 15348791
- Lexicon of Economic Thought (with Michael A. Walker; 1988) ISBN 978-0889750814. OCLC 246846272
- Economic Freedom of the World, 1975–1995 (with James Gwartney, Robert Lawson; 1996)
- Labor Economics from a Free Market Perspective: Employing the Unemployable (2008). ISBN 978-9812705686. OCLC 169873717
- The Privatization of Roads and Highways: Human and Economic Factors (2009). ISBN 978-0773458413. OCLC 64487353
- Differing Worldviews in Higher Education: Two Scholars Argue Cooperatively about Justice Education (2010) ISBN 978-9460913501
- Building Blocks for Liberty (2010). Ludwig von Mises Institute, ISBN 978-1933550916. OCLC 717747069
- The case for discrimination. Auburn, Alabama: Ludwig von Mises Institute. 2010. ISBN 978-1933550817.
- Yes to Ron Paul and Liberty (2012). ISBN 978-4871873239. OCLC 810904922
- Defending the Undefendable II (2013). ISBN 978-1908089373.
- Water Capitalism: The Case for Privatizing Oceans, Rivers, Lakes, and Aquifers (2016). ISBN 978-1498518826.
- Space Capitalism: How Humans Will Colonize Planets, Moons, and Asteroids (2018). ISBN 978-3319746500.